# The Return of Navajo Boy
The Return of Navajo Boy ist ein amerikanischer Dokumentarfilm aus dem Jahre 2000 über das Leben der Navajo-Familie Cly, die in einem Reservat leben. Durch die Interaktionen der Familie mit der Außenwelt werden zahlreiche Probleme der Indianer dargestellt: Rassismus, Gesundheitsgefährdung durch Umweltgifte, die Dominanz  der weißen Bevölkerung, Adoption durch Familien außerhalb der eigenen Kultur und letztlich die fehlende Entschädigung für Krankheiten, die durch Umweltgifte – insbesondere durch Emissionen des Uranbergbaus im Monument Valley – ausgelöst wurden.
Dieselbe Familie wurde bereits in den 1950er Jahren in The Navajo Boy porträtiert. Dieser Stummfilm wurde bei jeder Aufführung live vom Regisseur Robert J. Kennedy kommentiert. Der Vater des ausführenden Produzenten von The Return of Navajo Boy war Produzent und Regisseur des Stummfilmes.

## Auszeichnungen
- Offizielle Auswahl (Sundance Film Festival, 2000)
- Bester Dokumentarfilm (Indian Summer Film Festival)